# Barrali
Barrali (en sard, Barrali) és un municipi italià, dins de la província de Sardenya del Sud. L'any 2007 tenia 1.076 habitants. Es troba a la regió de Trexenta. Limita amb els municipis de Donori, Ortacesus, Pimentel, Samatzai i Sant'Andrea Frius.

## Administració
| Període | Identitat          | Partit        |
| ------- | ------------------ | ------------- |
| 2006-   | Gianfranco Baccoli | Llista cívica |